# David Ernst
David Ernst (* 4. Februar 1992) ist ein ehemaliger Schweizer Grasskiläufer. Er nahm in der Saison 2008 an Weltcup- und FIS-Rennen sowie an der Juniorenweltmeisterschaft teil.

## Karriere
Nachdem Ernst in den Jahren zuvor an nationalen Wettkämpfen, wie dem Swiss-Cup und den Schweizer Meisterschaften, teilgenommen hatte, startete er 2008 auch bei internationalen Rennen in der Schweiz. Er nahm im Juni an drei FIS-Rennen in Urnäsch teil, bei denen sein bestes Ergebnis ein 13. Platz im Slalom war. Danach startete er bei der Juniorenweltmeisterschaft 2008 in Rieden, wo er 15. in der Super-Kombination, 31. im Riesenslalom und 35. im Super-G wurde. Nur im Slalom wurde er nach einem Torfehler im zweiten Durchgang disqualifiziert. Zwei Wochen nach der Junioren-WM nahm Ernst auch an drei Weltcuprennen auf der Marbachegg teil. Als jeweils Drittletzter erzielte er Platz 17 im Riesenslalom, Platz 20 im Slalom und Rang 22 im Super-G. Damit belegte er im Gesamtweltcup der Saison 2008 den 37. Platz. Nach 2008 nahm Ernst an keinen Wettkämpfen mehr teil.

## Erfolge

### Juniorenweltmeisterschaften
- Rieden 2008: 15. Super-Kombination, 31. Riesenslalom, 35. Super-G

### Weltcup
- Zwei Platzierungen unter den besten 20